# Denervaud und Schaller
Denervaud und Schaller war ein Freiburger Architekturbüro, das ab den späten 1920er Jahren eine gemässigte Moderne vertrat.

## Biografien
Leonhard Denervaud (geb. 22. November 1889 in Bouloz; gest. 12. März 1955 in Freiburg) begann nach seiner Schreinerlehre ein Studium am Freiburger Technikum, das er aber abbrach. 1918 erhielt er eine Anstellung im Büro des Stadtbaumeisters Léon Jungo in Freiburg. Als dieser zum Leiter der eidgenössischen Baudirektion ernannt wurde, wechselte Denervaud 1919 zum Amt des Kantonsbaumeisters, wo er dessen Adjunkt wurde.
Joseph Schaller (geb. 18. Mai 1891 in Freiburg; gest. 14. März 1936 ebenda) begann vermutlich ein Studium an der École des beaux-arts in Paris. Seit den frühen 1920er Jahren baute er in Freiburg, unter anderem zusammen mit Joseph Diener Wohnungsbauten für die erste Freiburger Baugenossenschaft La Fraternelle sowie Einfamilienhäuser.

## Partnerschaft
Die Architekten gründeten 1928 das gemeinsame Büro, das nach Schallers Tod 1936 von Denervaud bis nach dem Zweiten Weltkrieg weitergeführt wurde. Seit Anfang der 1930er Jahre wurden ihre Gebäude von einer gemässigten Moderne beeinflusst, namentlich von Maurice Braillard in Genf. Sichtbarer Ausdruck dieser Tendenz ist vor allem ihr Wohn- und Geschäftshaus Moderna, ein zurückhaltender, kubischer, vertikal gestaffelter Flachdachbau, der für zwei Jahrzehnte stilprägend in Freiburg wurde.

## Werke (Auswahl)
Schaller
- Wohnhäuser La Fraternelle, Freiburg, 1924

Denervaud und Schaller
- Villa, Muntelier, 1930–31
- Moderna, Wohn- und Geschäftshaus, Freiburg, 1930–32
- Wohn- und Geschäftshaus, Freiburg, 1931–32
- Einfamilienhaus, Freiburg, 1932
- Wohn- und Geschäftshaus, Freiburg, 1932–34
- Wohn- und Geschäftshaus, Freiburg, 1932–34
- Hotel Freiburg, Freiburg, 1932–34 (1978 abgebrochen)
- Drei Villen Weck, Freiburg, 1932–34

Denervaud
- L’Industrielle, Freiburg, 1946–47